# Rifat Žemaletdinov
Rifat Maratovič Žemaletdinov (in russo Рифат Маратович Жемалетдинов?; Mosca, 20 settembre 1996) è un calciatore russo, attaccante del CSKA Mosca.

## Caratteristiche tecniche
È un'ala destra.

## Carriera

### Club
Cresciuto nelle giovanili del Lokomotiv Mosca, ha esordito in prima squadra il 25 febbraio 2016 in un match di UEFA Champions League pareggiato 1-1 contro il Fenerbahçe.
Nel mercato estivo del 2016 è stato acquistato dal Rubin.

### Nazionale
Ha giocato nelle nazionali giovanili russe Under-16, Under-17, Under-19 ed Under-21.
Il 4 settembre 2021 realizza il suo primo con la Russia in occasione del successo per 0-2 in casa di Cipro.

## Statistiche

### Presenze e reti nei club
Statistiche aggiornate al 24 dicembre 2017.
| Stagione               | Squadra                | Campionato             | Campionato | Campionato | Coppe nazionali | Coppe nazionali | Coppe nazionali | Coppe continentali | Coppe continentali | Coppe continentali | Altre coppe | Altre coppe | Altre coppe | Totale | Totale | Totale |
| Stagione               | Squadra                | Comp                   | Pres       | Reti       | Comp            | Pres            | Reti            | Comp               | Pres               | Reti               | Comp        | Pres        | Reti        | Pres   | Reti   |        |
| ---------------------- | ---------------------- | ---------------------- | ---------- | ---------- | --------------- | --------------- | --------------- | ------------------ | ------------------ | ------------------ | ----------- | ----------- | ----------- | ------ | ------ | ------ |
| 2015-2016              | Lokomotiv Mosca        | PL                     | 5          | 2          | CR              | 0               | 0               | UEL                | 1                  | 0                  |             | -           | -           | 6      | 2      |        |
| 2016-2017              | Rubin                  | PL                     | 23         | 0          | CR              | 3               | 0               |                    | -                  | -                  |             | -           | -           | 26     | 0      |        |
| 2017-2018              | Rubin                  | PL                     | 21         | 2          | CR              | 2               | 1               |                    | -                  | -                  |             | -           | -           | 23     | 3      |        |
| Totale Rubin Kazan     | Totale Rubin Kazan     | Totale Rubin Kazan     | 44         | 2          |                 | 5               | 1               |                    | -                  | -                  |             | -           | -           | 49     | 3      |        |
| 2018-2019              | Lokomotiv Mosca        | PL                     | 13         | 1          | CR              | 6               | 1               | UCL                | 2                  | 0                  | SR          | 1           | 0           | 22     | 2      |        |
| 2019-2020              | Lokomotiv Mosca        | PL                     | 23         | 2          | CR              | 0               | 0               | UCL                | 5                  | 0                  | SR          | 1           | 0           | 29     | 2      |        |
| 2020-2021              | Lokomotiv Mosca        | PL                     | 22         | 3          | CR              | 4               | 0               | UCL                | 3                  | 0                  | SR          | 1           | 0           | 30     | 3      |        |
| Totale Lokomotiv Mosca | Totale Lokomotiv Mosca | Totale Lokomotiv Mosca | 63         | 8          |                 | 10              | 1               |                    | 11                 | 0                  |             | 3           | 0           | 87     | 9      |        |
| Totale carriera        | Totale carriera        | Totale carriera        | 107        | 10         |                 | 15              | 2               |                    | 11                 | 0                  |             | 3           | 0           | 136    | 12     |        |

## Palmarès

### Club

#### Competizioni nazionali
- Coppa di Russia: 3

Lokomotiv Mosca: 2018-2019, 2020-2021
CSKA Mosca: 2024-2025
- Supercoppa di Russia: 1

Lokomotiv Mosca: 2019

### Nazionale
- Campionato d'Europa Under-17: 1

Slovacchia 2013